# Turkey International 2014
Die Turkey International 2014 im Badminton fanden vom 18. bis zum 21. Dezember 2014 in Ankara statt. Es war die siebte Auflage der Turnierserie.

## Sieger und Platzierte
| Disziplin    | Gold                                   | Silber                                 | Bronze                          |
| ------------ | -------------------------------------- | -------------------------------------- | ------------------------------- |
| Herreneinzel | Matthias Almer                         | Nick Fransman                          | Gabriel Ulldahl                 |
| Herreneinzel | Matthias Almer                         | Nick Fransman                          | Iikka Heino                     |
| Dameneinzel  | Neslihan Yiğit                         | Özge Bayrak                            | Ebru Tunalı                     |
| Dameneinzel  | Neslihan Yiğit                         | Özge Bayrak                            | Soraya de Visch Eijbergen       |
| Herrendoppel | Konstantin Abramov Alexandr Zinchenko  | Karnphop Atthaviroj Gergely Krausz     | Miłosz Bochat Paweł Pietryja    |
| Herrendoppel | Konstantin Abramov Alexandr Zinchenko  | Karnphop Atthaviroj Gergely Krausz     | Iikka Heino Anton Kaisti        |
| Damendoppel  | Gabriela Stoeva Stefani Stoeva         | Özge Bayrak Neslihan Yiğit             | Kader İnal Fatma Nur Yavuz      |
| Damendoppel  | Gabriela Stoeva Stefani Stoeva         | Özge Bayrak Neslihan Yiğit             | Lole Courtois Delphine Delrue   |
| Mixed        | Jones Ralfy Jansen Cisita Joity Jansen | Markus Fernaldi Gideon Gabriela Stoeva | Marin Baumann Lorraine Baumann  |
| Mixed        | Jones Ralfy Jansen Cisita Joity Jansen | Markus Fernaldi Gideon Gabriela Stoeva | Paweł Pietryja Aneta Wojtkowska |